# Carole Toy
Carole Toy, född 18 juli 1948, död 22 november 2014, var en australisk bågskytt. Hon deltog vid olympiska sommarspelen 1976 och olympiska sommarspelen 1980.